# Валя-Лунге (Алба)
Валя-Лунге (рум. Valea Lungă) — село у повіті Алба в Румунії. Адміністративний центр комуни Валя-Лунге.
Село розташоване на відстані 246 км на північний захід від Бухареста, 36 км на схід від Алба-Юлії, 80 км на південний схід від Клуж-Напоки, 131 км на північний захід від Брашова.

## Населення
За даними перепису населення 2002 року у селі проживала 1901 особа.
Національний склад населення села:
| Національність | Кількість осіб | Відсоток |
| -------------- | -------------- | -------- |
| румуни         | 1661           | 87,4%    |
| цигани         | 105            | 5,5%     |
| угорці         | 99             | 5,2%     |
| німці          | 36             | 1,9%     |

Рідною мовою назвали:
| Мова      | Кількість осіб | Відсоток |
| --------- | -------------- | -------- |
| румунська | 1755           | 92,3%    |
| угорська  | 92             | 4,8%     |
| німецька  | 29             | 1,5%     |
| циганська | 25             | 1,3%     |